# 肯恩 (終極動員令)
凯恩是《命令与征服：泰伯利亚》系列游戏中NOD兄弟会的首领，亦曾经在《命令与征服：红色警戒》（一代）中以斯大林幕僚的身份出场，他的光头形象使其成为“命令与征服”的标志性角色。

## 制作
凯恩的扮演者约瑟夫·大卫·库坎（Joseph David Kucan）是前Westwood的数位电影总监，同时也是Westwood被EA关闭前几乎所有真人過場的导演。据库坎在采访中透露，凯恩的角色设定，包括背景故事中宗教概念的引用，都是他和另一名“命令与征服”原班女性主创Eydie Laramore长时间讨论的结果。按照原计划，Westwood是要聘请专业演员来扮演凯恩，然而某次库坎在正式选角之前以代替人（Placeholder）的身份参与录制了一段凯恩的台词，没成想在同事中试看反响相当好。这可能和库坎的学术背景是戏剧表演专业，有一定的表演基础有关。总之，最终导致Westwood决定不另请人，直接任用库坎表演凯恩的角色，结果大获成功。
因为玩家的反响和游戏系列的成功，库坎也成了凯恩的“专业户”，每代《命令与征服》必会有凯恩（库坎）出场，一直延续到系列完结（2010年的《命令与征服4》）。库坎扮演凯恩长达15年。此成就使库坎于2008年获得一项吉尼斯世界纪录：由同一人扮演时间最久的电子游戏角色，此纪录至今未被打破。2020年《命令与征服：泰伯利亚黎明》推出高清重制版，库坎再次受聘重录他25年前凯恩过场动画的高清版本。

## 虚构生平
凯恩（Kane）是Nod兄弟会（Brotherhood of Nod）神秘的领导。此人行踪诡秘，在20世纪90年代早期开始正式公开活动。当时的联合国档案不能确定Kane是他的真名，因为曾有他在不同的恐怖组织和场合使用不同化名的纪录，这些化名往往都有很强的宗教神话意味。关于他身世的一切，来源都只是他自己的一面之词而已。据不可靠消息，此人早在二战时期就担任斯大林的秘密顾问，但居然没有被写进历史。如果属实，那麼凯恩的寿命是正常人类根本不能达到的，换句话说，他可能根本不是一个人类。他在不同时代出现的面貌，也没有衰老的迹象。
凯恩自称是圣经时代就降临人间的弥赛亚，据他自己说，“凯恩”这个名字实际上就是圣经所述的“该隐”（Cain），而Nod兄弟会的名称来源正是该隐谋杀兄长后被放逐到的“挪得之地”。凯恩“从人类住泥屋草房的蒙昧时代就对人类进行潜移默化的、慈父般的引导，帮助人类文明向前”，一直低调的在地球居住数千年。当然这样的解释除了兄弟会的狂热信徒之外，普通民众必然认为难以置信，更何况历史上的伪神数不胜数，没有一个曾被证实，GDI更是从舆论上引导民众不要相信凯恩个人的杜撰。然而在埃及的考古发现确证了在公元前1800年就有兄弟会‘蝎尾’标志的无主墓，这是任何人无法否认的。
1995年神秘的外星陨石雨降临地球，带来了泰伯利亚，一种危险有毒，破坏生态并能迅速增殖，但同时有着巨大经济价值的神秘物质。凯恩自称是第一个在意大利泰伯河发现这种物质并引导人们发掘其潜力的第一人，而GDI方面则否认这一说法，宣称发现泰伯利亚的是联合国科学家墨比乌斯博士。此时浮出水面的兄弟会在凯恩带领下，以帮助第三世界国家人民争夺泰伯利亚开采权为由，与联合国支持下的各国合法政府爆发了流血武裝冲突。联合国面对此形势成立了“全球防卫组织(GDI)”对抗凯恩的兄弟会。从1999年冲突开始，凯恩在非洲国家的游击战进展顺利，步步推进，最终成功攻陷GDI位於南非的司令部，并在博茨瓦纳利用駭客技术成功窃取GDI在近地軌道的離子加農砲（Orbital Ion Cannon）之控制权，对发达国家实施恐怖打击并嫁祸GDI，令对手大受挫折。但NOD在欧洲的攻势并不顺利，最后被GDI围剿。2002年，凯恩其人被困于位于南斯拉夫萨拉热窝的神殿，遭到离子炮直接轰击，被认为死亡。虽说死不见尸，他的“死”还是让兄弟会陷于分裂和消沉，兄弟会的口号自此改为“Kane lives in death”（凯恩在死亡中永生）
令所有人始料未及的是凯恩于2030年再现人间，这回人们开始真正相信他不是常人。事实上，凯恩在之前的离子炮打击中确实遭受重创，但并没有死。经过近30年的“疗伤恢复”（事实上头皮上仍有大面积的烧伤，需用铁皮遮挡，但公众形象都是经过电脑实时处理的完美形象），他又打算重振旗鼓，重用东欧分部的新人Slavik和Oxanna，在兄弟会内部清洗投敌分子Hassan和分裂分子Vega，使得全球兄弟会重新统一振作。凯恩通过胁迫变种人Tratos一同研究远古外星秘宝“塔西佗”，号称是要通过一劳永逸的方式实现全人类的“神化”（Divination）以实现“永久性的平等与和平”，具体手段则是通过“改变世界导弹”（WAM，World Altering Missile）完成全球的泰伯利亚化，但他的“野心”再一次被GDI击破。在此次大战尾声，GDI集中兵力对即将发射导弹的Nod开罗总部发动跨海突袭，GDI指挥官Michael McNeil亲自攻入凯恩所在的总部“新金字塔”，阻止了导弹发射。凯恩本人则在与McNeil的搏斗中被对方用随手抓来的锐器刺穿身体再次“身亡”。不过，McNeil因忙于拯救其变种人盟友而没有确认凯恩的生死，导致后者的“尸体”被其人工智能助手CABAL拖走并进行治疗。
此后虽然Nod经历了CABAL暴走叛变的重大事件，并在付出沉重代价下平息了CABAL叛乱，不过这并未影响到凯恩的“恢复”。在2034年，凯恩已经恢复到能自由活动的程度了，但他认为时机尚未成熟，还不能现身。他在此间通过隐秘行动扶植了数个忠于自己的傀儡，比如“马西昂兄弟”，来维持兄弟会的存在感并继续对GDI进行小规模的袭扰。
到2047年，经过长达一年多的周密策划和部署，凯恩决定对此前被认为牢不可破的GDI近地太空軌道总部“费城太空站”发动恐怖袭击并成功，导致GDI高层领导全部死亡，组织受到重创。此举被认为引发了“第三次泰伯利亚战争”，而凯恩也认为时机已到，并以完美的形象再度出山。Nod和GDI整体实力差距的悬殊使得GDI的反攻如同摧枯拉朽，眼看又要再次攻破Nod萨拉热窝神殿，凯恩用计诱使GDI使用離子炮引爆存放于主神殿(Temple Prime)的“液体泰伯利亚炸弹”(Liquid Tiberium Bomb, LTB)，导致整个西南欧洲一次性变成无法居住的红区。此做法不仅导致GDI背负前所未有的骂名，还招引了来自外星的Scrin“人”大举入侵地球，把整个人类文明逼到了灭绝的边缘。后来证明凯恩一贯热衷于泰伯利亚的根本原因，就是想利用泰伯利亚与外星人的联系，完成自己逃离地球的‘升天’愿望。大多数Nod成员认为凯恩在主神殿爆炸中牺牲了，并在灭种的威胁下和GDI联手对付外星人。不料不久后凯恩即现身，把主张与GDI合作的女将Killian Qatar宣布为投敌者并处决，并通过向GDI背后偷袭宣告合作的破裂。同年，GDI克服了最初的混乱，成功摧毁了外星人建在地球各处的18座“閾限之塔”（Threshold Tower），迫使外星人撤退。然而凯恩却认为这种塔是他升天的关键，遂集中其剩余力量坚守最后一座在建的閾限之塔 - 位于意大利的19号塔，直到该塔完工而不能再被人类科技摧毁，此次“大战”便随着三方的精疲力尽而告一段落。
在第三次大战战后余声的2052年，凯恩唤醒了他的地下“私房軍隊” - 新式生化人部队“凯恩親衛隊”（Marked of Kane），袭击了GDI在美国的军事据点，以重新获得他在失利期间被GDI抢走的“塔西佗”。成功之后，凯恩用他的最新超级电脑LEGION继续对塔西佗进行研究，以利其“升天”的实现。
到2062年，泰伯利亞再次大幅突變使GDI的科技無法阻止災難性的擴散。在这种情形下，不知是出于私心还是对于人类的良知底线，凯恩决定率领NOD同宿敌GDI合作，借助塔西佗知识，开发了泰伯利亚控制節點（TCN，Tiberian Control Network）使人类文明有了恢复的基础。到2077年，“升天”大計踏入最後階段。雖然第四次大戰中升天计划受到GDI叛部和Nod分離派多番阻礙，最终他还是通过“19号閾限之塔”和少数信众一起完成了夙愿，也完结了他作为“先知”在地球的使命。凯恩的离去，标志着地球跟人類这场旷日持久的泰伯倫浩劫终于告一段落。

## 名言
- "He who controls the past commands the future. He who commands the future, conquers the past." -谁控制了历史就能操控未来，操控未来者，也就征服了历史。（原作者有争议，但游戏中认为出自凯恩之口）
- "You can't kill a messiah." -你不可能杀死一个弥赛亚。（数次对试图颠覆杀死他但失败的部将引用的一句话）
- "Rise, my people. I have returned, never to leave your side again. GDI sought to destroy me, but they have only made me stronger. Today, we march forward into our future. A stronger people, a divined people, enhanced for the Tiberium world. The time has come to claim this world as our own! The time has come to destroy G-D-I-! One vision, one purpose! Peace through power!" -起来吧，我的人民。我回来了，再也不会离开你们。GDI试图摧毁我，但他们只让我更强大。如今，我们要向未来行军，成为更强大的人类，神化的人类，为泰伯利亚世界而进化。掌控整个世界的时机已到！我们要彻底消灭GDI!同一个理想，同一个目标！和平来自力量！（第一次“复临人间”的发言）
- "God? No, I'm not God. But I'm a close second." -上帝？不，我不是上帝，但我确实是最接近的角色。（面对GDI人士指责其为伪神的指控时所说）
- "If I am cut, do I not bleed?" -如果我被割伤了，能不流血吗？（对GDI统领Solomon所讲，解释了他30年被传已死而不露面的原因）

## 出场作品
- 《命令与征服》（追称：泰伯利亚黎明）(1995)（Command & Conuqer）
- 《命令与征服：红色警戒》(1996)（Command & Conquer: Red Alert）
- 《命令与征服：泰伯利亚之日》(1999)（Command & Conquer: Tiberian Sun） 
  - 《泰伯利亚之日之火线风暴》(2000)（Command & Conquer Tiberian Sun: Firestorm）
- 《命令与征服：叛逆者》(2002)（Command & Conquer: Renegade）
- 《命令与征服3：泰伯利亚之战》(2007)（[Command & Conquer 3 Tiberium Wars） 
  - 《命令与征服3：凯恩之怒》(2008)（Command & Conquer 3: Kane's Wrath）
- 《命令与征服4：泰伯利亚黃昏》(2010)（Command & Conquer 4: Tiberian Twilight）